# 高橋敏也 (ラグビー選手)
高橋 敏也（たかはし としや、1993年10月22日 - ）は、ジャパンラグビーリーグワンリコーブラックラムズ東京に所属するラグビー選手。

## プロフィール
- 神奈川県川崎市出身。
- ポジションはスクラムハーフ(SH)。
- 身長 180 cm、体重 82 kg
- ニックネームはとしや、とし。
- 関東大学オールスターゲームの対抗戦選抜に選ばれたことがある[1]。

## 略歴
横浜ラグビースクールでラグビーを始めた。
2012年、國學院久我山高校卒業後、青山学院大学に入る。なお國學院久我山高校時代、高校日本代表候補に選ばれたことがある。
2016年、青山学院大学卒業後、リコーブラックラムズ(現・リコーブラックラムズ東京)に加入。同年8月27日に行われたジャパンラグビートップリーグ第1節のNECグリーンロケッツ戦に途中出場で公式戦初出場を果たす。

## テレビ出演
- Black LOVEz（2022年1月3日、TOKYO MX）[6]